# 王绍飞
王绍飞（1929年7月—），曾用笔名协力、黎昌于、王效培，男，山西灵邱人，中国财贸学家，曾任中国财政学会常务理事，中国税务学会副会长。